# America Chavez
America Chavez és una superheroïna que apareix als còmics estatunidencs publicats per Marvel Comics. Creada per Joe Casey i Nick Dragotta, Chavez va ser el segon personatge de Marvel que va utilitzar el sobrenom de Miss America, després de Madeline Joyce. Chavez va aparèixer per primera vegada a Vengeance núm. 1 (publicat el 6 de juliol de 2011 amb data de portada de setembre de 2011) abans d'unir-se als Young Avengers (Joves Venjadors) i més tard protagonitzar la seva pròpia sèrie, Amèrica, el març de 2017 de l'escriptora Gabby Rivera.
El personatge va fer el seu debut cinematogràfic en directe a la pel·lícula de Marvel Cinematic Universe (MCU) Doctor Strange in the Multiverse of Madness (2022), interpretada per Xochitl Gomez.

## Història de la publicació
America Chavez va aparèixer per primera vegada a la sèrie limitada Vengeance del 2011 de Joe Casey i Nick Dragotta. Chavez apareix més tard a la sèrie Young Avengers de 2013 de Kieron Gillen i Jamie McKelvie i a la sèrie de 2015, A-Force, de G. Willow Wilson, Marguerite Bennett i Jorge Molina. A partir de l'octubre de 2015, Chavez ha aparegut a Ultimates d'Al Ewing i Kenneth Rocafort com a part de la iniciativa All-New, All-Different Marvel. A la Comic Con de Nova York del 2016, Marvel va anunciar que Chavez rebria la seva primera sèrie en solitari, simplement titulada America. Aquesta sèrie, escrita per la novel·lista llatinoamericana Gabby Rivera, es va llançar el març de 2017 i es va cancel·lar l'abril de 2018. L'agost de 2018, Chavez es va unir als West Coast Avengers en una sèrie de l'escriptora Kelly Thompson i l'artista Stefano Caselli.

## Biografia de personatges de ficció
America Chavez creia que havia estat criada per les seves mares a l'Utopian Parallel (Paral·lel Utòpic), una realitat fora del temps i en presència de l'ésser conegut com el Demiurge (Demiürg), del qual sembla que en va agafar part dels superpoders. Chavez recordava que quan tenia aproximadament sis anys, l'Utopian Parallel estava en perill. Les mares de Chavez es van sacrificar per segellar els forats negres, cosa que va provocar que les seves partícules es dispersessin pel Multivers. Volent mostrar-se com una heroïna i sabent que l'Utopian Parallel no necessitava salvació, Chavez va fugir de casa seva i de les seves responsabilitats. Va viatjar per diferents realitats, finalment va adoptar el sobrenom de Miss America i va començar a actuar en secret com a superheroïna.
Chavez finalment es va unir a la Teen Brigade (Brigada d'adolescents) i va ser-ne colíder conjuntament amb Ultimate Nullifier. Amb la Teen Brigade, va alliberar l'In-Betweener del centre de confinament del govern, Groom Lake, al costat de Nevada. Amb informació de l'In-Betweener. La Teen Brigade es va proposar evitar que els Young Masters Evil interrompessin el delicat equilibri entre el caos i l'ordre. Per evitar que els Young Masters reclutessin Kid Loki, Chavez va irrompre al Metropolitan Museum of Art, però Loki va utilitzar l'Screaming Idol per enviar-la a la Sisena Dimensió. Allà va lluitar contra Tiboro, i més tard va ser rescatada pels Last Defenders (Últims Defensors), She-Hulk i Daimon Hellstrom, sota la direcció de l'In-Betweener. Es va reunir amb els seus companys d'equip a Latveria, on van lluitar contra Braak'nhüd, els Young Masters i el Doctor Doom. La batalla va acabar quan Ultimate Nullifier va disparar l'In-Betweener. Mentre el fum s'esvaïa, la Teen Brigade va marxar d'amagat. Chavez se separaria més tard de la Teen Brigade a causa de «diferències musicals».
Després d'abandonar la Teen Brigade, Chavez finalment va viatjar a la Terra-212 i més tard va ser abordada pel trampós adolescent Loki. Aquest va intentar convèncer Chavez perquè matés Wiccan pel bé del Multivers. Disgustada per la proposta, Chavez va lluitar amb Loki i va decidir protegir Wiccan. A la Terra-616, Chavez va impedir que Loki ataqués màgicament a Wiccan a casa seva. Hulkling va intervenir-hi, però America Chavez i Loki van fugir ràpidament sense cap explicació. Després, Chavez va rescatar Hulkling, Wiccan i Loki de la Mare, un paràsit interdimensional despertat per un dels encanteris de Loki. Tots van fugir a bord de la nau de Marvel Boy i, finalment, els van ajudar en l'enfrontament final amb les forces de la Mare a Central Park. Més tard, a Young Avengers #15, revela sense cap mena de dubte a l'equip que no està interessada en els homes, després d'un petó amb el superheroi adolescent Ultimate Nullifier que acaba rebutjant. Més tard comença a sortir amb la Lisa, una tècnica en emergències mèdiques, i balla amb ella per «tancar un forat a l'univers». També estava enamorada de Lady Katherine de Bishop, una versió alternativa de Kate Bishop, i tenen una relació estreta.
Durant la història de Secret Wars del 2015, Chavez apareix com a membre de l'A-Force, un equip format per dones dels Venjadors. Els seus seguidors van formar una colla anomenada Las Chiquitas i es van canviar els pentinats pels símbols de Chavez, inclòs el fan Sydney Walker. Quan la nació insular d'Arcàdia és atacada per un tauró de grans dents, Chavez llança el tauró a través de l'Escut, el mur que separa les fronteres d'Arcàdia, trencant així les lleis del Doctor Doom. Posteriorment, és arrestada i condemnada a passar la resta de la seva vida protegint l'Escut.
Després dels esdeveniments de Secret Wars, Chavez es va unir al recentment format equip dels Ultimates després de ser-hi convidada per Blue Marvel. Chavez també assisteix a la Universitat de Sotomayor com a estudiant, on també comparteix classe amb l'antic company de l'equip de Young Avengers Prodigy.
A la sèrie America Chavez: Made in the USA, el que Chavez sabia sobre el seu passat es posa en dubte. La seva germana desconeguda fins al moment, Catalina, la va obligar a recordar que les seves mares no eren extraterrestres, sinó les metgesses humanes Amalia i Elena Chavez. Les metgesses van portar les seves filles a una illa privada anomenada Utopian Parallel per intentar curar la malaltia, la síndrome d'Edges, però van descobrir que el seu benefactor tenia plans malvats per a totes les noies que hi portaven. Les metgesses es van sacrificar per alliberar America i Catalina, però només America va escapar-se'n. Catalina suggereix que America va inventar la història de l'univers alienígena com a mecanisme d'afrontament.

## Poders i habilitats
Chavez posseeix una força sobrehumana i el poder de volar. Chavez també té el poder d'obrir forats en forma d'estrella a altres realitats, que li permeten, a ella i als seus companys, viatjar pel multivers i cap a altres realitats. Pot moure's a velocitats sobrehumanes, ja que és capaç d'aconseguir i gairebé superar la velocitat de la llum tal com va observar Spectrum en la seva forma de llum. Chavez ha desenvolupat la capacitat de fer esclatar un enemic en petits fragments d'estrelles amb un cop de puny. En moments d'extrema coacció, s'ha mostrat capaç de projectar una gran estrella que allibera una poderosa explosió d'energia, capaç de ferir persones com la Captain Marvel.

## Altres versions
En un possible futur representat al segon volum de la sèrie Hawkeye, una versió adulta d'America Chavez és membre de S.H.I.E.L.D. i ha assumit les responsabilitats del Capità Amèrica.

## En altres mitjans

### Televisió
America Chavez apareix a la sèrie d'especials animats Marvel Rising, amb la veu original de Cierra Ramirez.

### Pel·lícula
- America Chavez apareix a la pel·lícula d'animació del 2018 Marvel Rising: Secret Warriors, amb la veu original de Cierra Ramírez.[35][37] Els Kree van arribar al planeta natal d'America quan era jove i van animar els Inhumans a lluitar entre ells. El planeta estava a punt de ser destruït. America volia unir-se a ells en la batalla, però les seves mares van teleportar Amèrica a un lloc segur abans de ser assassinades per Hala the Accuser (Hala l'Acusadora), però America mai va ser la mateixa. America treballa a Wilson's Auto, el garatge sobre la base dels Secret Warriors.
- Originalment, America Chavez anava a aparèixer a Spider-Man: No Way Home (2021), com l'aprenent de bruixa responsable d'obrir els portals a les versions de realitat alternativa de Spider-Man.[38]
- Chavez apareix a Doctor Strange in the Multiverse of Madness (2022), interpretada per Xochitl Gomez.[38] A la pel·lícula, és un ésser sobrenatural de l'Utopian Parallel amb la capacitat de viatjar pel Multivers. És atacada per la Scarlet Witch, que vol adquirir els seus poders. Creient que pot derrotar els seus enemics amb el Llibre dels Vishanti, demana l'ajuda d'un Doctor Strange alternatiu, fins que ell la traeix. Ella fuig cap a l'univers principal de MCU, on és rescatada pel Doctor Strange principal. Chavez i Strange continuen fugint de Scarlet Witch a través de diferents universos i busquen el llibre, però són arrestats pels Illuminati en aquest procés; la seva recerca resulta inútil quan la Scarlet Witch destrueix el llibre i segresta Chavez. Strange és capaç de rescatar Chavez abans que la Scarlet Witch pugui absorbir els seus poders. Posteriorment, Chavez s'incorpora a les files dels Mestres de les Arts Místiques.

### Videojocs
- America Chavez apareix com un personatge jugable desbloquejable a Lego Marvel's Avengers.[39]
- America Chavez apareix a la taula de contingut descarregable «Marvel's Women of Power» per a Pinball FX 2.[40][41]
- America Chavez va aparèixer com un personatge jugable desbloquejable a Marvel Avengers Academy durant l'esdeveniment «A-Force», amb la veu de Sandra Espinoza.[42][43]
- America Chavez apareix com un personatge jugable desbloquejable a Marvel: Future Fight.
- America Chavez apareix com un personatge jugable desbloquejable a Marvel Puzzle Quest.[44]
- America Chavez apareix com un personatge jugable desbloquejable a Lego Marvel Super Heroes 2.
- America Chavez apareix com un personatge jugable a l'aplicació mòbil Marvel Strike Force.
- America Chavez apareix com un personatge jugable a Marvel Contest of Champions.

### Sèrie web
America Chavez apareix a Marvel Rising: Ultimate Comics, amb la veu de Cierra Ramirez.

### Jocs de taula
America Chavez apareix a Marvel United, publicat per CMON Limited.